# 우사시

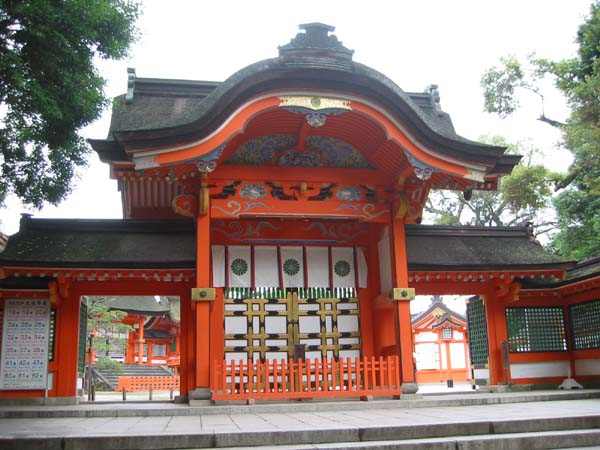
우사 신궁의 서문

우사시(일본어: 宇佐市)는 일본 오이타현 북부의 구니사키 반도 밑에 있는 시이다.
일본 전역에 4만 개 분포하는 하치만궁의 총본궁인 우사 신궁이 있고 정월에는 일본 전역에서 찾아 온 참배객으로 떠들썩하다. 또 시내에는 우사 신궁 이외에도 관광 명소가 많아 현내 유수의 관광 도시로 기능하고 있다.
2005년 3월 31일에 우사군 인나이정, 아지무정과 신설 합병해 새로운 우사시가 되었다.

## 지리
옛 부젠국의 남동단에 위치하고 옛 분고국과의 경계에 위치한다. 북쪽은 스오나다, 서쪽은 나카쓰시, 남쪽은 구스정·유후시, 동쪽은 기쓰키시·분고타카다시와 각각 인접한다.
또 교통의 요충지로 시내에는 국도 10호선과 우사 벳푸 도로가 통과하고 히가시큐슈 자동차도가 경유해 오이타시, 벳푸시, 사이키시로의 접근도 용이하다.
우사 신궁의 몬젠마치로 발전한 우사 지구(특히 미나미우사), 혼간지 별원의 사내 마을로 발전한 욧카이치 지구, 항구 마을로 발전한 나가스 지구 등 3개 지구가 전통적으로 경제적 중심지인 것과 동시에 문화적 중심지이다. 이외에는 거의 전역이 농촌 지역이며 현내 최대의 곡창지대를 이룬다.
경제적으로 인접하는 나카쓰시와의 관계가 깊고 나카쓰시 경제권인 나카쓰 도시권의 10% 경제권에 속한다. 또 옛 부젠국의 일원이었기 때문에 후쿠오카현 동부의 기타큐슈시·부젠시·지쿠조군과의 관계도 강하고 현 경계를 넘은 교류도 매우 활발하다.

## 인접하는 자치체
- 벳푸시
- 나카쓰시
- 분고타카다시
- 기쓰키시
- 유후시
- 하야미군 히지정
- 구스군 구스정

## 역사
- 1889년 4월 1일 - 정촌제 시행으로 우사군 우사정이 성립하였다.
- 1967년 4월 1일 - 우사정·에키카와정·욧카이치정·나가스정이 합병(신설 합병)해 우사시가 성립하였다.
- 2005년 3월 31일 - 우사시·인나이정·아지무정이 합병(신설 합병)해 새로운 우사시가 성립하였다.

## 지명 관련 에피소드
일본 제품들이 세계 시장에서 인정을 받지 못하던 1970년대에 일본 기업들이 이 도시에 본사를 등록하고 제조원을 'Made in USA'로 표기한 적이 있다.

## 교통

### 철도
- 규슈 여객철도 닛포 본선

### 도로
- 국도 10호선
- 국도 213호선
- 국도 387호선
- 국도 500호선

## 인구
| 연도                      | 인구   | ±%     |
| ------------------------- | ------ | ------ |
| 1950                      | 98,429 | —      |
| 1955                      | 95,317 | −3.2%  |
| 1960                      | 87,460 | −8.2%  |
| 1965                      | 77,025 | −11.9% |
| 1970                      | 71,020 | −7.8%  |
| 1975                      | 67,777 | −4.6%  |
| 1980                      | 67,811 | +0.1%  |
| 1985                      | 67,960 | +0.2%  |
| 1990                      | 65,541 | −3.6%  |
| 1995                      | 63,819 | −2.6%  |
| 2000                      | 62,349 | −2.3%  |
| 2005                      | 60,809 | −2.5%  |
| 2010                      | 59,015 | −3.0%  |
| 2015                      | 56,258 | −4.7%  |
| 2020                      | 52,771 | −6.2%  |
| Usa population statistics |        |        |

## 기후
| 우사시 인나이마치의 기후                                     | 우사시 인나이마치의 기후 | 우사시 인나이마치의 기후 | 우사시 인나이마치의 기후 | 우사시 인나이마치의 기후 | 우사시 인나이마치의 기후 | 우사시 인나이마치의 기후 | 우사시 인나이마치의 기후 | 우사시 인나이마치의 기후 | 우사시 인나이마치의 기후 | 우사시 인나이마치의 기후 | 우사시 인나이마치의 기후 | 우사시 인나이마치의 기후 | 우사시 인나이마치의 기후 |
| 월                                                           | 1월                      | 2월                      | 3월                      | 4월                      | 5월                      | 6월                      | 7월                      | 8월                      | 9월                      | 10월                     | 11월                     | 12월                     | 연간                     |
| ------------------------------------------------------------ | ------------------------ | ------------------------ | ------------------------ | ------------------------ | ------------------------ | ------------------------ | ------------------------ | ------------------------ | ------------------------ | ------------------------ | ------------------------ | ------------------------ | ------------------------ |
| 역대 최고 기온 °C (°F)                                       | 21.8 (71.2)              | 26.1 (79.0)              | 27.5 (81.5)              | 31.4 (88.5)              | 33.0 (91.4)              | 35.5 (95.9)              | 37.8 (100.0)             | 37.4 (99.3)              | 35.1 (95.2)              | 30.9 (87.6)              | 28.4 (83.1)              | 24.5 (76.1)              | 37.8 (100.0)             |
| 일평균 최고 기온 °C (°F)                                     | 9.4 (48.9)               | 10.5 (50.9)              | 14.2 (57.6)              | 19.8 (67.6)              | 24.5 (76.1)              | 26.8 (80.2)              | 30.9 (87.6)              | 31.7 (89.1)              | 27.6 (81.7)              | 22.6 (72.7)              | 17.2 (63.0)              | 11.7 (53.1)              | 20.6 (69.0)              |
| 일일 평균 기온 °C (°F)                                       | 4.0 (39.2)               | 4.9 (40.8)               | 8.3 (46.9)               | 13.4 (56.1)              | 18.2 (64.8)              | 21.8 (71.2)              | 25.8 (78.4)              | 26.4 (79.5)              | 22.5 (72.5)              | 16.7 (62.1)              | 11.0 (51.8)              | 5.9 (42.6)               | 14.9 (58.8)              |
| 일평균 최저 기온 °C (°F)                                     | −0.7 (30.7)              | −0.4 (31.3)              | 2.5 (36.5)               | 7.1 (44.8)               | 12.4 (54.3)              | 17.6 (63.7)              | 21.9 (71.4)              | 22.3 (72.1)              | 18.5 (65.3)              | 11.7 (53.1)              | 5.7 (42.3)               | 0.9 (33.6)               | 10.0 (49.9)              |
| 역대 최저 기온 °C (°F)                                       | −8.3 (17.1)              | −9.0 (15.8)              | −8.6 (16.5)              | −3.2 (26.2)              | 0.7 (33.3)               | 6.2 (43.2)               | 12.4 (54.3)              | 15.0 (59.0)              | 5.6 (42.1)               | −0.6 (30.9)              | −3.8 (25.2)              | −7.5 (18.5)              | −9.0 (15.8)              |
| 평균 강수량 mm (인치)                                        | 59.5 (2.34)              | 70.7 (2.78)              | 106.2 (4.18)             | 114.7 (4.52)             | 130.5 (5.14)             | 302.4 (11.91)            | 307.2 (12.09)            | 178.5 (7.03)             | 220.7 (8.69)             | 115.8 (4.56)             | 69.0 (2.72)              | 53.9 (2.12)              | 1,729.1 (68.07)          |
| 평균 강수일수 (≥ 1.0 mm)                                     | 8.4                      | 8.7                      | 11.2                     | 9.9                      | 9.3                      | 13.7                     | 12.6                     | 10.1                     | 10.8                     | 7.5                      | 8.0                      | 7.6                      | 117.8                    |
| 평균 월간 일조시간                                           | 127.5                    | 130.2                    | 159.0                    | 181.7                    | 191.4                    | 127.8                    | 162.7                    | 187.8                    | 141.9                    | 161.1                    | 141.7                    | 129.0                    | 1,841.8                  |
| 출처: 일본 기상청 (평년값: 1991년~2020년, 극값: 1977년~현재) |                          |                          |                          |                          |                          |                          |                          |                          |                          |                          |                          |                          |                          |